# Francisco Antonio Pérez
Francisco Antonio Pérez Salas (Santiago, 1764-10 de noviembre de 1828) fue un abogado y político chileno, prócer de la independencia de su país.

## Biografía
Hijo de José Pérez García y Rosario Salas y Ramírez, y hermano de Santiago Pérez Salas. Casado en primeras nupcias con Antonia Larraín Salas y en segundo matrimonio con Francisca Javiera Mascayano, tuvieron una prolífera descendencia.
Realizó sus estudios superiores en la Real Universidad de San Felipe. Graduado de bachiller en Cánones y Leyes el 20 de octubre de 1791, se recibió de abogado el 30 de marzo de 1799.
Fue un fervoroso y convencido patriota, a pesar de sus vínculos con el pasado monárquico. Participó y firmó el Acta del Cabildo Abierto de 18 de septiembre de 1810. Fue asesor letrado en la Junta Gubernativa del Reino y probable autor del Reglamento Provisional de la Junta de Gobierno de 1810.
Fue electo como diputado propietario por Huasco en el Primer Congreso Nacional de Chile. En tal calidad, integró la Junta de Gobierno antes de la instalación del Congreso, desde el 2 de mayo de 1811. Sin embargo, no llegó a ocupar dicho cargo, posiblemente porque el 13 de mayo pasó a desempeñarse como ministro del Tribunal de Apelaciones y porque se consideró incompatible este cargo con el de diputado.
Formó parte y fue presidente de la Junta de Gobierno organizada el 13 de abril de 1813, junto a Agustín Eyzaguirre y José Miguel Infante. Fue uno de los fundadores de la Biblioteca Nacional y del Instituto Nacional.[cita requerida] Participó y firmó el Reglamento para el Gobierno Provisorio de 1814.
Durante la Reconquista fue perseguido y confinado a la Isla de Juan Fernández. Tras la batalla de Chacabuco fue liberado, sirviendo como vocal y regente de la cámara de justicia.
Participó y sancionó el Proyecto de Constitución Provisoria para el Estado de Chile de 1818, siendo decano del Tribunal de Apelaciones. Más tarde, fue miembro del Senado Conservador desde 22 de octubre de 1818 hasta 7 de mayo de 1822, siendo su Presidente del 22 de junio al 22 de octubre de 1819 y del 22 de febrero al 22 de junio de 1821. Fue ministro de la Corte Suprema de Chile entre 1823 y 1825. El 30 de marzo de 1823 fue nombrado consejero de Estado. Falleció el 10 de noviembre de 1828.